# Grenzwertkriterium
Das Grenzwertkriterium ist ein mathematisches Konvergenzkriterium, um zu entscheiden, ob eine unendliche Reihe konvergent oder divergent ist.

## Aussagen
Es seien {\displaystyle \sum _{k}a_{k}} und {\displaystyle \sum _{k}b_{k}} zwei unendliche Reihen mit positiven Summanden (das heißt, {\displaystyle a_{k}>0} und {\displaystyle b_{k}>0} für alle {\displaystyle k\in \mathbb {N} }). Dann gilt
- Ist {\displaystyle \limsup {\frac {a_{k}}{b_{k}}}<\infty } und konvergiert die Reihe {\displaystyle \sum b_{k}}, so konvergiert auch {\displaystyle \sum a_{k}}.
- Ist {\displaystyle \liminf {\frac {a_{k}}{b_{k}}}>0} (das ist äquivalent zu  {\displaystyle \limsup {\frac {b_{k}}{a_{k}}}<\infty }), so folgt analog aus der Konvergenz von {\displaystyle \sum a_{k}} die Konvergenz von {\displaystyle \sum b_{k}}.
- Gilt zugleich {\displaystyle 0<\liminf {\frac {a_{k}}{b_{k}}}\leq \limsup {\frac {a_{k}}{b_{k}}}<\infty }, so haben {\displaystyle \sum a_{k}} und {\displaystyle \sum b_{k}} das gleiche Konvergenzverhalten.

Insbesondere gilt:
- Konvergiert die Folge {\displaystyle {\frac {a_{k}}{b_{k}}}} gegen einen Wert {\displaystyle c} mit {\displaystyle 0<c<\infty }, so konvergiert die Reihe {\displaystyle \sum a_{k}} genau dann, wenn die Reihe {\displaystyle \sum b_{k}} konvergiert.

## Beweis
Ist {\displaystyle \limsup {\frac {a_{k}}{b_{k}}}<\infty }, so ist {\displaystyle {\frac {a_{k}}{b_{k}}}<C} und daher {\displaystyle a_{k}<C\,b_{k}} für ein geeignetes {\displaystyle C} und alle genügend großen {\displaystyle k}.
Nach dem Majorantenkriterium folgt aus der Konvergenz der Reihe {\displaystyle \sum b_{k}} die Konvergenz von {\displaystyle \sum a_{k}}.